# Ehe und Moral
Ehe und Moral (Originaltitel: Marriage and Morals) ist ein 1929 erschienenes Buch des Philosophen und Mathematikers Bertrand Russell. Die deutschsprachige Erstausgabe erschien in der Übersetzung durch Magda Kahn 1930 unter dem Titel Ehe und Moral. Eine Sexualethik im Münchner Drei Masken Verlag.
In seinem Werk setzte sich Russell mit dem vom Viktorianischen Zeitalter geprägten Moralbegriff von Sexualität und Ehe auseinander.
Russell argumentierte dabei, dass die Gesetze und Vorstellungen über Sexualität ein Gemisch verschiedener Quellen seien, die seit dem Aufkommen der Empfängnisverhütung keine Gültigkeit mehr hätten, da die sexuellen Akte nunmehr von der Empfängnis zu trennen seien. Er argumentierte ferner, dass die Familie das Wichtigste im Wohlergehen der Kinder sei und ein Mann und eine Frau daher nur nach ihrer ersten Schwangerschaft als aneinander gebunden betrachtet werden sollten.
Ehe und Moral rief umgehend zahlreiche Proteste und Denunzierungen gegenüber Russell während dessen Aufenthalt in den USA kurz nach Erscheinen des Buches hervor. Noch 1940 führte das Buch dazu, dass ihm die Ernennung zum Professor am City College of New York durch ein Gerichtsurteil versagt wurde, das ihn als „moralisch unreif“ zum Lehren bezeichnete. Ein öffentlicher Aufruf, der von einer Mutter initiiert wurde, deren Sohn nicht zu einem Kurs Russells in Mathematischer Logik zugelassen wurde, präjudizierte den Urteilsspruch. Russells Behandlung wurde von dem US-amerikanischen Philosophen und Pädagogen John Dewey und einer Reihe anderer Intellektueller der damaligen Zeit kritisiert. Auch Albert Einstein bezog in einem offenen Brief Stellung für Russell.
Heute wird Ehe und Moral als klassisches Beispiel für die Philosophie der Polyamory angesehen. Russell selbst betrachtete seine Abhandlungen über die Moralität jedoch nicht als von philosophischer Natur.

## Nachweise
1. ↑  Memorable Albert Einstein Quotes